# کن کوچنلی
کنت تامس «کن» کوچنلی دوم (‎/ˈkɛn ˈkuːtʃiˈnɛliː/‎ KOO-chi-NEL-lee; زاده ۱۹۶۸) قائم‌مقام وزیر امنیت میهن ایالات متحده است. او پیشتر دادستان کل ویرجینیا و کاندید حزب جمهوریخواه در انتخابات فرمانداری ویرجینیا، ۵ نوامبر ۲۰۱۳ بود که با کسب بیش از یک میلیون رای و ۴۵٪ آرا با اختلاف ۳٪ به تد مکالیف رئیس سابق حزب دمکرات باخت. او دارای مدارک دانشگاهی در مهندسی، حقوق و سیاست تجاری است و از مؤسسین یک شرکت کوچک حقوقی است.
کوچنلی مورد حمایت باب مکدانل، فرماندار ویرجینیا، رند پال و مارکو روبیو سناتورهای ایالات متحده، اسکات واکر فرماندار ویسکانسین، بابی جیندال فرماندار لوییزیانا، ران پال نماینده سابق کنگره، جب بوش فرماندار سابق فلوریدا و میت رامنی نامزد سابق ریاست جمهوری ۲۰۱۲ قرار گرفته‌است.

## اوان زندگی و تحصیلات
کوچنلی در ادیسون، نیوجرسی متولد شد و فرزند مریبت و کنت تامس کوچنلی است. پدر او از تبار ایتالیایی و مادرش دارای نیاکانی ایرلندی است. او در ۱۹۸۶ از دبیرستان گانگزا کالج فارغ‌التحصیل شد، و لیسانس مهندسی مکانیک از دانشگاه ویرجینیا، جی. دی. از مدرسه حقوق دانشگاه جرج میسون و فوق لیسانس سیاست و تجارت بین‌الملل از دانشگاه جرج میسون را دریافت کرد.

## دیدگاه‌های سیاسی

### مهاجرت
کوچنلی در دوران حضور در سنا، قوانینی پیشنهاد که به کنگره آمریکا اصرار می‌کرد متمم ۱۴م قانون اساسی آمریکا را ترمیم کند تا حقوق شهروندی برای فرزندان مهاجرین غیرقانونی متولد آمریکا لغو شود، تا به بیزنس‌ها اجازه دهد دیگرانی که مهاجرین فاقد مدارک را استخدام می‌کنند را تحت پیگرد قرار دهند، و عدم توانایی صحبت به زبان انگلیسی در محل کار را از علل بی صلاحیتی برای دریافت مزایای بیکاری قرار بدهد.

### متمم دوم
کوچنلی از مدافعین دیرپای حقوق تفنگ است. او از قانون لغو ممنوعیت حمل اسلحه دستی پنهان شده در رستوران یا کلاب حمایت کرد، از به رسمیت شناختن مجوزهای اسلحه دستی پنهان شده دیگر ایالات در ویرجینا حمایت کرد، و از حفاظت از اطلاعات تقاضاهای مجوز سلاح حمایت کرد.

### مالیات‌ها
کوچنلی در کمپین ۲۰۱۳ خود پیشنهاد کاهش مالیات بر درآمد فردی را از ۵٫۷۵ درصد به ۵ درصد و مالیات بر درآمد شرکتی را از ۶ به ۴ درصد و نتیجتاً ۱٫۴ میلیارد دلار در سال کاهش درآمد مالیاتی را داد. او گفت کاهش درآمد را با کاستن از رشد بودجه عمومی ایالت و حذف معافیت‌های مالیاتی مشخص نشده و روزنه‌ها جبران خواهد کرد.

### سقط جنین
کوچنلی حامی حق حیات از زمان لقاح تا مرگ طبیعی است.

### همجنسگرایی
در ۲۰۰۴ کوچنلی، گفت «همجنسگرایی غلط است.» او در کمپین ۲۰۰۹ خود برای دادستانی گفت «دیدگاه من این است که کارهای همجنسگرایانه، نه همجنسگرایی، بلکه کارهای همجنسگرایانه غلط است. ذاتاً غلط هستند؛ و فکر می‌کنم در کشوری مبتنی بر قانون طبیعی درست نیست سیاست‌هایی وجود داشته باشد که آن را بازتاب دهد. ... آنها با قانون طبیعی جور نیستند. من فکر می‌کنم این نوع نشان دهندهٔ رفتاری ست که برای یک فرد و مجموعاً برای جامعه سالم نیست.»